# Bataille du Shiré
Seconde guerre italo-éthiopienne 
 Front nord
Batailles
Front septentrional
- Invasion de l’Abyssinie
- Offensive de Noël
- 1re Tembén
- Amba Aradom
- 2e Tembén
- Shiré
- Maychew
- Marche de la volonté de fer

Front méridional
- Qorahe
- Genalé Dorya
- Ogaden

La bataille du Shiré se déroule du 29 février au 2 mars 1936 entre l'Empire éthiopien et le royaume d'Italie. L'affrontement s'achève par une victoire italienne et la retraite des hommes du ras Emrou Haile Selassie.
La bataille avait débuté dans la région de la ville de Shire.